# Star Wars (игра, 1983)
Star Wars — аркадная игра, выпущенная Atari Inc. в 1983 году. Игра представляет собой космический симулятор от первого лица, в котором представлена атака на Звезду смерти из последних кадров Звёздные войны. Эпизод IV: Новая надежда. Игра использует трёхмерную цветную векторную графику.

## Игровой процесс
Игрок выполняет роль Люка Скайуокера («Красный пять»), управляющего истребителем X-wing с видом от первого лица. В отличие от других похожих аркадных игр, игрок не должен уничтожить всех врагов, чтобы пройти игру; достаточно просто выжить. Истребитель игрока летит через уровень, а игрок должен избегать или уничтожать снаряды, которыми стреляет в него противник. Каждое попадание в его корабль убирает один щит (из 6 с которыми он начинает), и если у игрока кончаются щиты, следующее попадание уничтожает его корабль.
Основная цель игрока — уничтожить Звезду смерти, для чего требуется пройти три фазы атаки.
Каждая последующая уничтоженная Звезда смерти значительно увеличивает сложность: TIE-истребители стреляют чаще, лазерных башен и орудий во втором раунде становится больше, а во время пролёта по жёлобу появляется больше препятствий и увеличивается интенсивность огня противника. В отличие от фильма, где стрельба осуществляется лучами, похожими на лазерные, в этой игре враги стреляют снарядами, похожими на огненные шары, чтобы игрок мог уничтожить направленные в него снаряды.

## Портированные версии
В 1983 и 1984 году компанией Parker Brothers игра была перенесена на больше число 8-битных игровых приставок и домашних компьютеров, в том числе Atari 2600, Atari 5200, Atari 8-bit, ColecoVision и Commodore 64.
В 1987 и 1988 году игра была перенесена на Amiga, Atari ST, Amstrad CPC, ZX Spectrum, Acorn Electron, BBC Micro и Enterprise 64; был также выполнен новый перенос на Atari 8-bit и Commodore 64. Перенос на все системы был выполнен Vektor Grafix (за исключением версии для 8-битных Atari, автором которой была Zeppelin Games). Издание этих версий в Европе осуществляла Domark. В 1988 году версии игры для Apple II, Apple Macintosh, Commodore 64 и DOS были выпущены Brøderbund.

## Восприятие
Версии для MS/PC-DOS, Commodore Amiga, Atari ST и Commodore 64/128, выпущенные Broderbund Software, были рассмотрены в 1989 году в журнале Dragon № 145 в колонке «Роль компьютеров» («The Role of Computers»). Обозреватели присвоили игре рейтинг 3 из 5 звезд.